# Pittsburg (Kansas)
Pittsburg es una ciudad ubicada en el condado de Crawford, Kansas, Estados Unidos. Según el censo de 2020, tiene una población de 20 646 habitantes.

## Geografía
La ciudad está ubicada en las coordenadas 37°24′45″N 94°41′54″O / 37.412576, -94.69834. Según la Oficina del Censo de los Estados Unidos, tiene una superficie de 34.25 m², de los cuales 34.00 km² son tierra y 0.25 km² son agua.

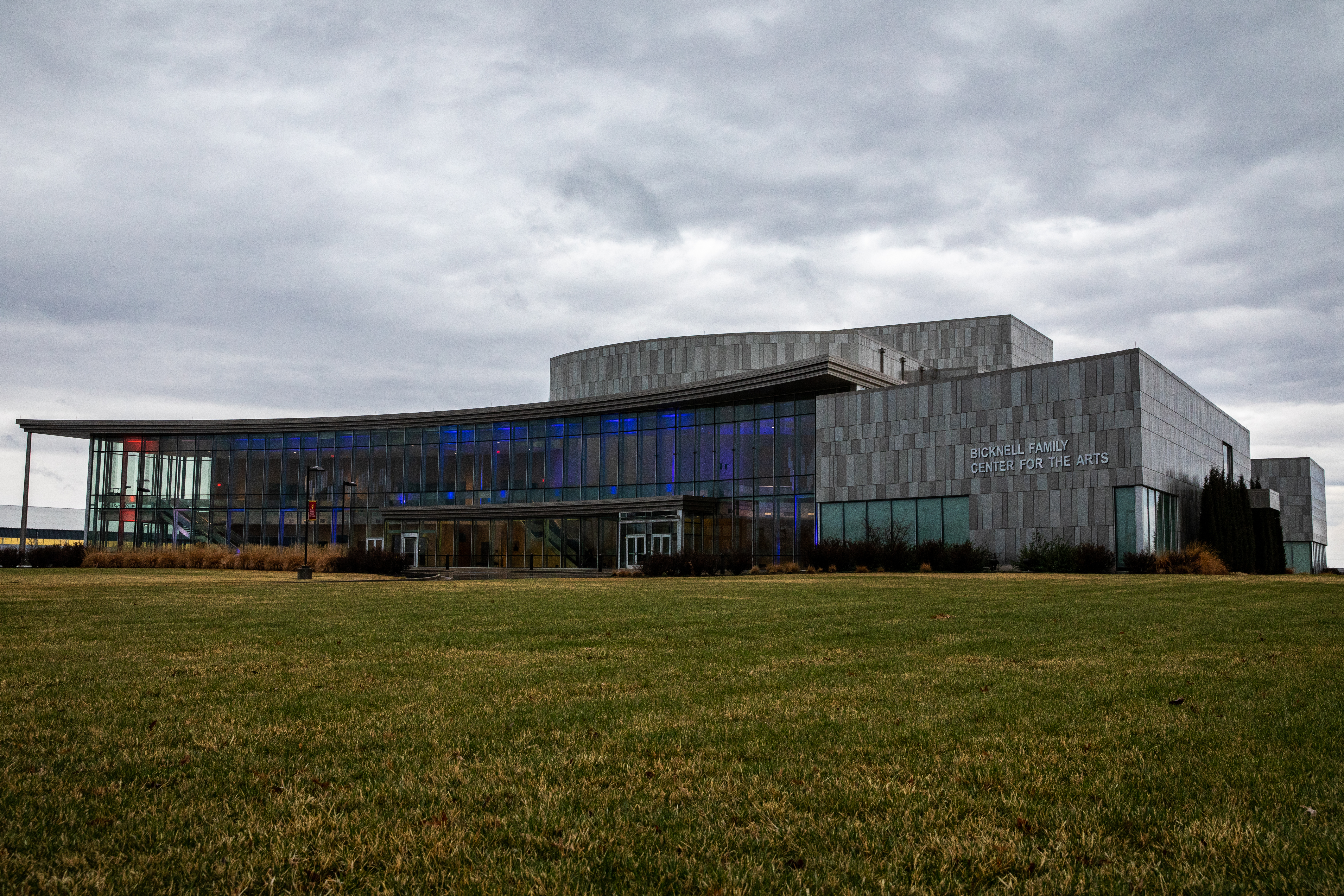
Bicknell Family Center For The Arts

## Demografía
Según la Oficina del Censo, en 2000 los ingresos medios de los hogares de la localidad eran de $24 221 y los ingresos medios de las familias eran de $36 674. Los hombres tenían unos ingresos medios de $26 312 frente a $20 132 para las mujeres. Los ingresos per cápita para la localidad eran de $15 318. Alrededor del 22.5 % de la población estaba por debajo del umbral de pobreza.
De acuerdo con la estimación 2016-2020 de la Oficina del Censo, los ingresos medios de los hogares son de $34 353 y los ingresos medios de las familias son de $45 946. Los ingresos per cápita en los últimos doce meses, medidos en dólares de 2020, son de $20 590. Alrededor del 27.5% de la población está por debajo del umbral de pobreza.